# Paavo Repo
Paavo Repo, né le 5 janvier 1927, à Kuopio est un biathlète finlandais.

## Biographie
Aux Championnats du monde 1961, pour sa seule participation, il prend la médaille de bronze de l'individuel remporté par son compatriote Kalevi Huuskonen, amenant aussi le titre mondial par équipes.
Il devient entraîneur après sa carrière sportive.

## Palmarès

### Championnats du monde
- Championnats du monde 1961 à Umeå :
  -  Médaille d'or par équipes.
  -  Médaille de bronze à l'individuel.